# Metanoea malickyi
Metanoea malickyi là một loài Trichoptera trong họ Limnephilidae. Chúng phân bố ở miền Cổ bắc.